# Palazzo Anelli
Il Palazzo Anelli, noto come Vescovado, è un palazzo signorile storico di San Benedetto del Tronto, sito in Piazza Giuseppe Sacconi, nel quartiere Paese Alto. Oggi è sede vescovile della Diocesi di San Benedetto del Tronto-Ripatransone-Montalto.

## Storia

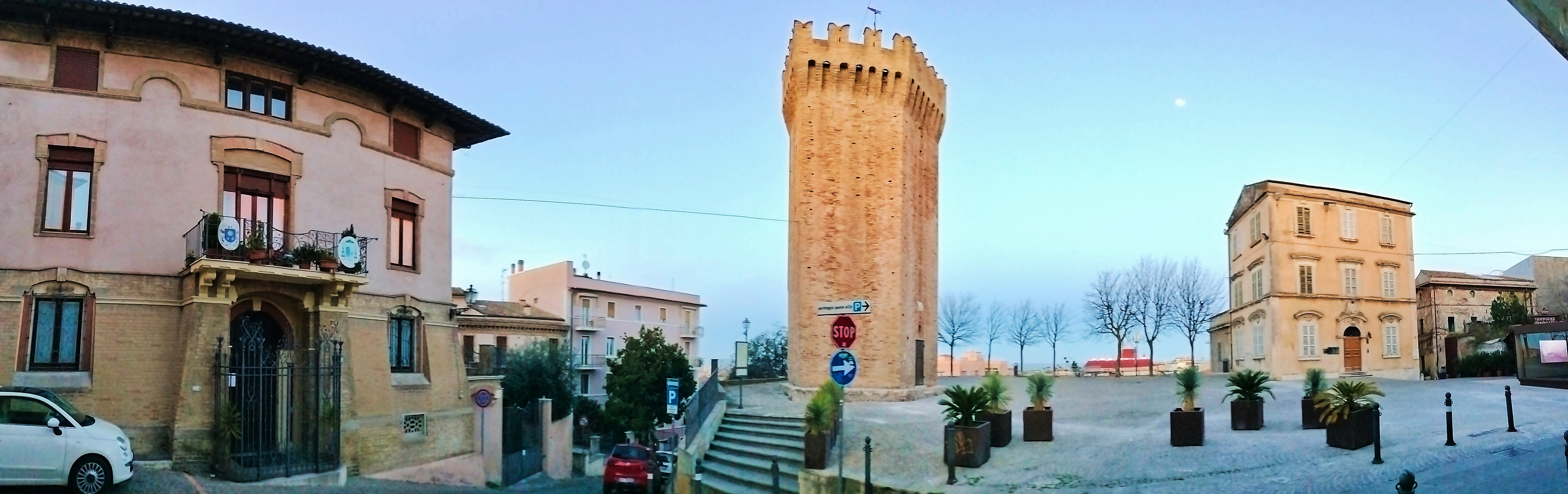
Vista di Piazza Giuseppe Sacconi, con Palazzo Anelli a sinistra e la Torre dei Gualtieri al centro

La costruzione dell`edificio risale al febbraio del 1730, di proprietà della famiglia Anelli. Situato nei pressi della Torre dei Gualtieri, la struttura presenta elementi in Stle Liberty, nel 1920 venne costruita la torretta in stile Liberty, nel 1930 fu realizzato un muro a scarpa intorno all`edificio per una altezza di circa un metro.
Durante il bombardamento del 27 novembre 1943 fu fortemente danneggiato e venne demolito per una sua buona parte. Dal 1992 l`edificio fu restaurato e riattato per renderlo funzionale ad ospitare la sede vescovile.

## Descrizione

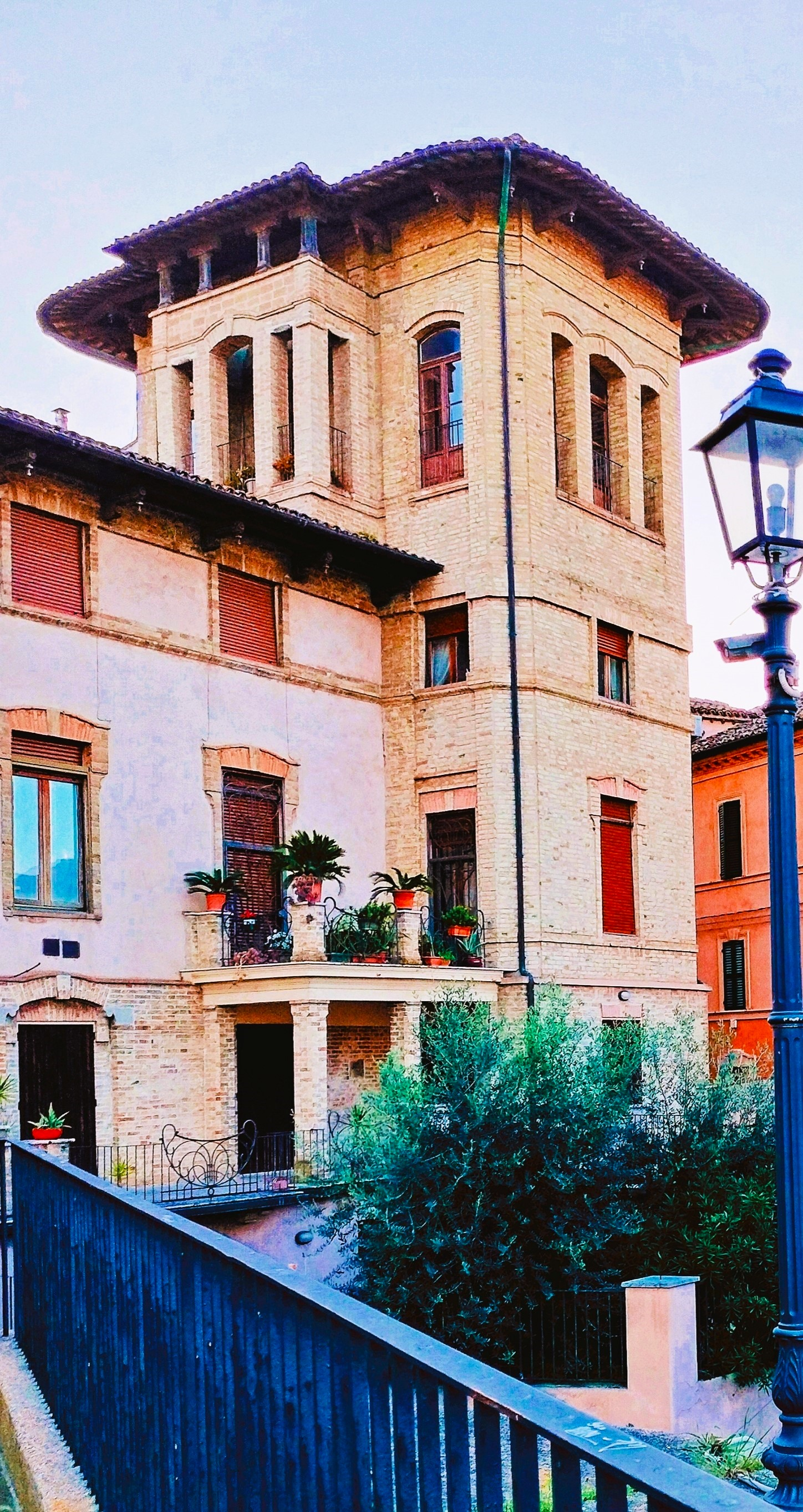
La caratteristica torretta in stile Liberty costruita negli anni 20.

La struttura è composta da due corpi a pianta rettangolare, il primo è il più ampio mentre il secondo è posto sul retro, è più alto e ha la funzione di torretta.
Si alza per tre piani, quattro con la torretta più un piano seminterrato, il tutto realizzato in laterizi. Il pianterreno mostra i mattoni a vista ed ha le mura a scarpa in pendenza, da qui il seminterrato prende luce attraverso elaborate transenne su finestre rettangolari, i piani superiori sono invece intonacati. La facciata principale è rivolta verso la Piazza Giuseppe Sacconi, dominata dal grande portale, la affiancano due grandi pilastri che terminano in alto con delle mensole, insieme sorreggono l'elegante piccola terrazza. Una fascia marcapiano corre alla stessa altezza e fa quasi il giro del palazzo, escludendo però la torretta che mostra un altro tipo di basamento.
Un'altra fascia corre più in alto separando la parte in mattoni dalla superiore, si noti la curvatura che assume in corrispondenza delle finestre. Curate sono le loro architravi con l'arco a sesto ribassato, appoggiato a due mensole lavorate di cemento, Più spessa è la chiave dell'arco. Le finestre dei piani superiori mostrano un architrave simile a quelli dei piani inferiori, in più c'è un uso di mattoni di differenti colorazioni. L'ultimo piano mostra invece aperture più piccole, schiacciate dalle falde sporgenti del tetto. Un'ultima fascia marcapiano corre lungo il davanzale delle finestre, nello spazio tra queste la cornice forma un arco. 
Differisce leggermente dallo stile la torretta, che mostra le pareti intonacate anche al pianterreno, inoltre non presenta la scarpatura alla base. Le finestre sono simili a quelle del corpo centrale, tranne quelle dell'ultimo piano che sono molto più ampie, elaborato è il finestrone rivolto verso la piazza. Sul tetto ad affiancare la torre vi è un piccolo terrazzino, un altro si trova sempre addossato alla torre nella facciata orientale, sopra un'ampia balconata che fa da tetto alla rimessa. Da qui si apre un piccolo cortile, chiuso da cancello in ferro, dove si ha accesso al piano seminterrato. Un'attenzione particolare meritano gli elementi in ferro battuto, molto elaborati e ben realizzati, con parecchi rimandi ad elementi vegetali, soprattutto nella cancellata antistante il portale. Altra nota meritano gli eleganti elementi lignei, come alcuni infissi e le travette del tetto.